# Polly

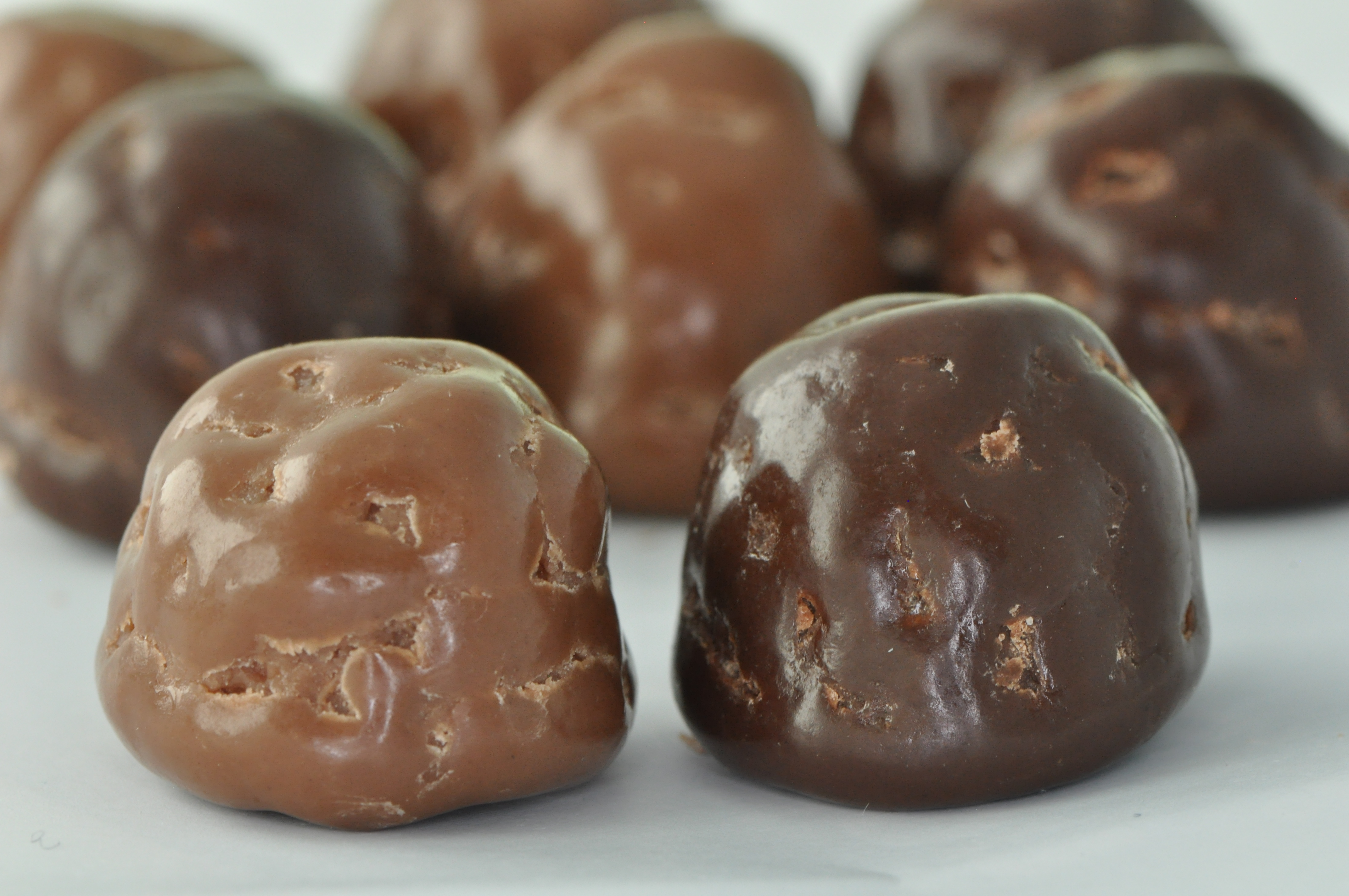
En Polly med ljus och en med mörk choklad.

Polly är ett varumärke för godis från Cloetta. Det avser skumkulor överdragna med mjölkchoklad och mörk choklad. De ljusa skumkulorna har två olika smaker, arrak och smörkola, medan de mörka har vaniljsmak. Polly finns även i andra varianter som varieras från år till år.
Polly lanserades 1965 av dåvarande AB Svea Choklad och är enligt Cloettas egen utsago den mest sålda chokladpåsen i Sverige.

## Varianter
- Polly Blå (mjölkchoklad och mörk choklad)
- Polly Röd (mjölkchoklad)
- Polly Dark Sensation (smak av mörk choklad på både in- och utsida)
- Polly Cappuccino Mint (smak av mint och cappuccino)
- Polly Dark & White (mörk choklad och vit choklad med smak av citron/lime)
- Polly Orange (mjölkchoklad och mörk choklad med smak av apelsin)[1]
- Polly Hazel & Coconut (choklad med smak av hasselnöt och kokos)
- Polly X-Mas Collection (knäck, marsipan, vanilj, glögg, kanel och saffran)
- Polly Summerberries (mörk choklad med jordgubb, ljus choklad med jordgubb, vit choklad med smultron och rosafärgad vit choklad med smultron)
- Polly Rocks (mjölkchoklad, citron och lakrits - samarbete med Dregen)[2]
- Polly Charter (choklad, kokos, vattenmelon, lime och ananas)[3]
- Polly Bilar (Ahlgrens bilar)
- Polly goes bananas (samarbete med Sean Banan)[4]
- Polly Mint (mintig blandning med polka, päron och choklad)[5]
- Polly Kick (saltlakrits, hallonlakrits och mjölkchoklad)[6]
- Polly Super Crunchy (salta vetepuffar med mjölkchoklad)
- Polly Glad Påsk! (påskmust, citronmaräng och påsktoffee)
- Polly Zoo (samarbete med Malaco Zoo, smak av Zoo, banan och mjölkchoklad)
- Polly Puffar Sea Salt (salta majspuffar med mjölkchoklad)
- Polly Vinter (pepparkaka, clementin och julkola)
- Polly Swedish Fika (Cinnamon Bun, Mud Cake och Blueberry Pie)
- Polly Licorice (Licorice, mjölkchoklad och vit choklad)